# 硫酸孕烯醇酮
硫酸孕烯醇酮（英語：Pregnenolone sulfate，缩写PREG-S、PREGS，也可称为孕-5-烯-3β-硫酸酯-20-酮，pregn-5-en-3β-ol-20-one 3β-sulfate）是一种内源性的神经甾体，合成自孕烯醇酮，常作为益智藥和抗抑郁药。
硫酸孕烯醇酮在化学结构上属于孕烷的衍生物，是孕烯醇酮的C3β位置羟基的硫酸酯，结构上接近硫酸脱氢表雄酮（DHEA-S），同样是C3β位置羟基的硫酸酯，甾体变为了脱氢表雄酮（DHEA）。

类固醇生成通路，PREGS的前体孕烯醇酮位于左上

### 合成
硫酸孕烯醇酮在体内由孕烯醇酮硫酸化而来，孕烯醇酮本身由胆固醇侧链裂解酶（CYP11A1）催化胆固醇裂解而来。

### 分布
硫酸孕烯醇酮无法通过血脑屏障。